# Kane Radford
Kane Radford (Rotorua, 2 de novembro de 1990) é um maratonista aquático neozelandês.

## Carreira

### Rio 2016
Radford competiu nos 10 km masculino nos Jogos Olímpicos de Verão de 2016 ficando na 19º colocação.